# Saltsjöbadens köpings kommunalhus

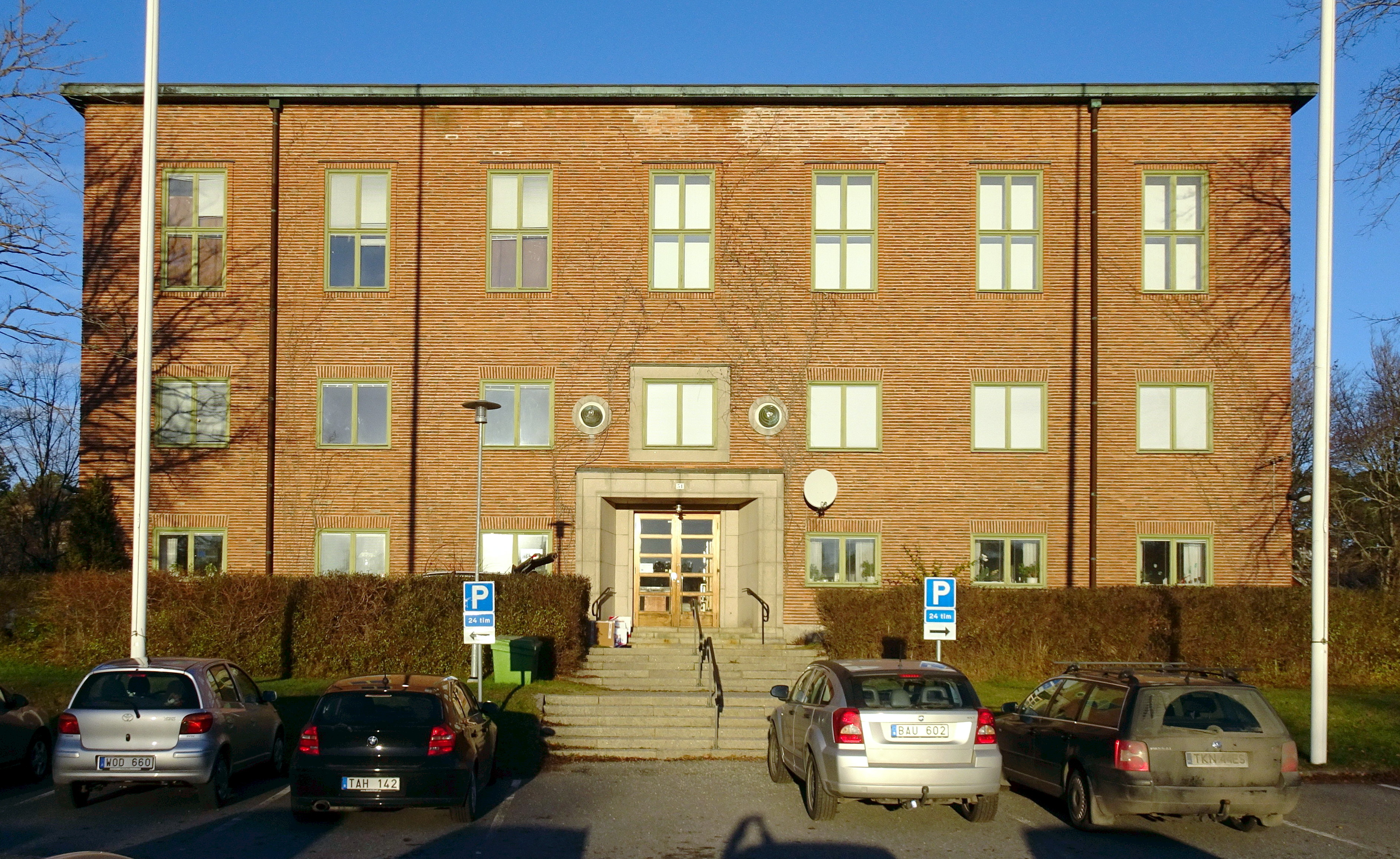
Saltsjöbadens köpings kommunhus 2015.

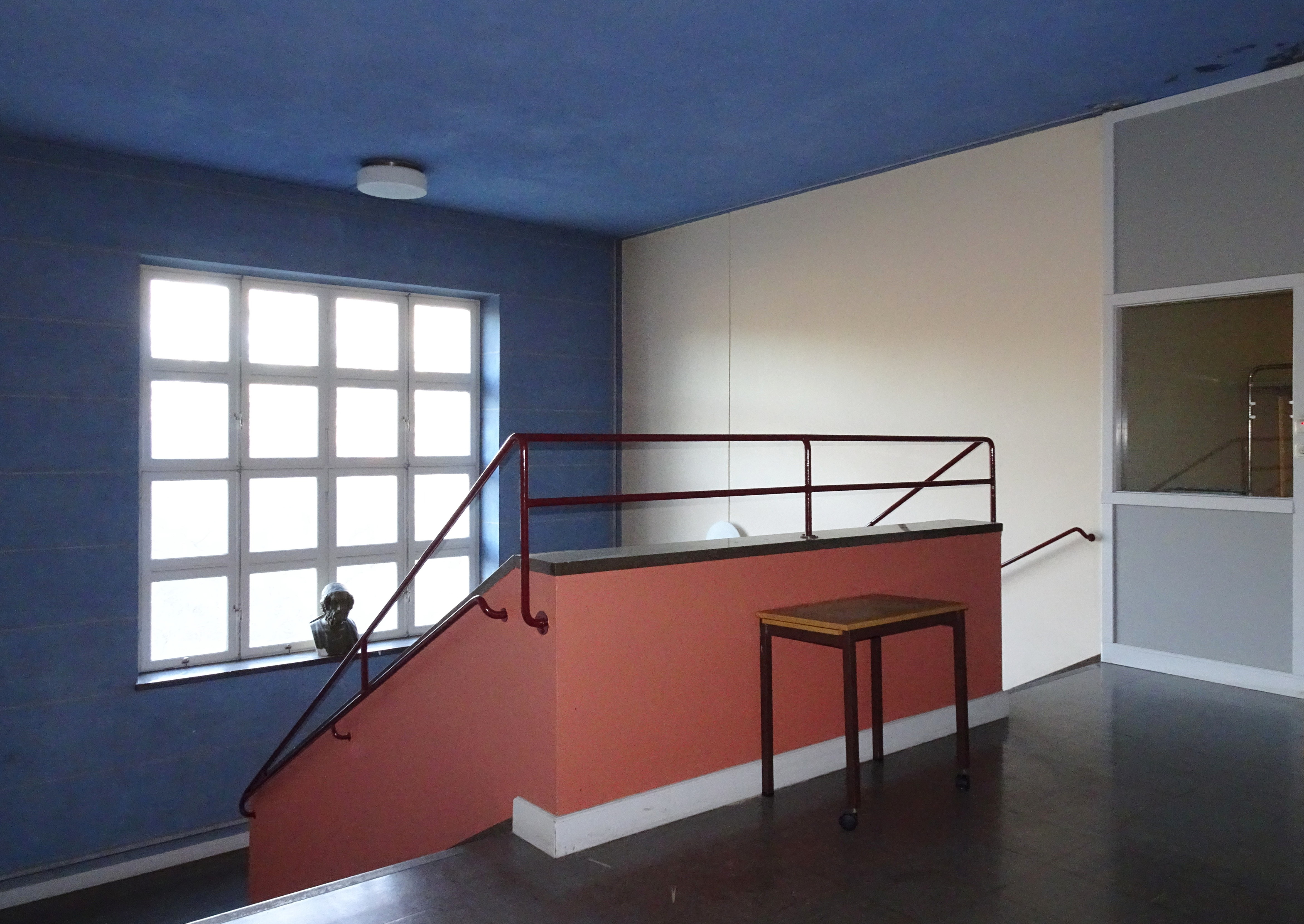
Huvudtrappan.

Saltsjöbadens köpings kommunalhus är en byggnad vid Byvägen 54 i Saltsjöbaden, Nacka kommun. Byggnaden uppfördes i början av 1930-talet efter ritningar av arkitekt Ture Ryberg och var Saltsjöbadens köpings kommunal- och församlingshus mellan 1932 och 1970.

## Beskrivning
Saltsjöbadens köpings nya kommunalhus byggdes i västra Neglinge, strax intill Neglinge gård, vars västra gård revs i samband med bygget. Till arkitekt anlitades Ture Ryberg som ritade en tre våningars tegelbyggnad i stram tjugotalsklassicism. 
Bygget hade bekostats av finansmannen K.A. Wallenberg och stod färdig lagom till hans 80-årsdag. En stentavla uppsatt på översta trapplanet påminner om det. På den står att läsa:
| ” | Denna stentavla uppsattes av Saltsjöbadens köping på bankdirektör K.A. Wallenbergs 80-årsdag såsom uttryck för samhällets tacksamhet till dess grundare och välgörare vars storartade frikostighet möjliggjort uppförandet av detta kommunal- och församlingshus. | „ |

Byggnaden inrymde även kyrksal, polisstation med arrestlokaler samt bibliotek. Det sista kommunsammanträdet hölls i december 1970. Därefter styrdes Saltsjöbaden från den nybildade Nacka kommun och det gamla kommunhuset hyrs sedan dess ut till olika företag.